# Đạo quân Viễn chinh Trung Quốc
Phái khiển quân Trung Quốc (tiếng Nhật: 支那派遣軍; rōmaji: Shinahagengun; phiên âm Hán-Việt: Chi Na phái khiển quân
, tên thường gọi là Vinh tập đoàn) là một trong các tổng quân của Lục quân Đế quốc Nhật Bản, được thành lập vào ngày 12 tháng 9 năm 1939 để chiến đấu tại Trung Quốc đại lục.

## Lịch sử
Tháng 12 năm 1937, Phương diện quân Bắc Trung Quốc được thành lập sau sự kiện Lư Câu Kiều. Tiếp đó, Viễn chinh Thượng Hải quân được thành lập sau sự kiện Thượng Hải thứ hai. Tháng 10 năm 1937, quân đoàn 10 được gửi đến Thượng Hải tăng viện cho phái khiển quân Thượng Hải. Hai đơn vị này nhập lại thành Phương diện quân Trung tâm Trung Quốc. Đến tháng 2 năm 1938, sau khi chiếm được Nam Kinh, phương diện quân này được nâng cấp thành Phái khiển quân Trung tâm Trung Quốc. Đến tháng 9 năm 1939, Bộ Tư lệnh Tối cao Lục quân quyết định gộp Phương diện quân Bắc Trung Quốc với Phái khiển quân Trung tâm Trung Quốc thành Đạo quân Viễn chinh Trung Quốc, cấp tổng quân.

## Danh sách chỉ huy

### Chỉ huy trưởng
|   | Tên                       | Hình | Từ                | Đến               |
| - | ------------------------- | ---- | ----------------- | ----------------- |
| 1 | Đại tướng Nishio Toshizo  |      | 22 Tháng 9, 1939  | 1 Tháng 3, 1941   |
| 2 | Nguyên soái Hata Shunroku |      | 1 Tháng 3, 1941   | 23 Tháng 11, 1944 |
| 3 | Đại tướng Okamura Yasuji  |      | 23 Tháng 11, 1944 | 9 Tháng 9, 1945   |

### Tham mưu trưởng
|   | Tên                             | Từ               | Đến              |
| - | ------------------------------- | ---------------- | ---------------- |
| 1 | Đại tướng Itagaki Seishiro      | 4 Tháng 9, 1939  | 7 Tháng 7, 1941  |
| 2 | Đại tướng Ushiroku Jun          | 17 Tháng 7, 1941 | 17 Tháng 8, 1942 |
| 3 | Đại tướng Kawabe Masakazu       | 17 Tháng 8, 1942 | 18 Tháng 3, 1943 |
| 4 | Trung tướng Matsui Takuro       | 18 Tháng 3, 1943 | 1 Tháng 2, 1945  |
| 5 | Trung tướng Asasaburo Kobayashi | 1 Tháng 2, 1945  | Tháng 9, 1945    |

## Biên chế
- Phương diện quân Bắc Trung Quốc
  - Tập đoàn quân số 1
  - Tập đoàn quân số 12
  - Tập đoàn quân Đồn trú Mông Cổ
  - Tập đoàn quân số 43
  - 3 lữ đoàn hỗn hợp độc lập và 1 lữ đoàn bộ binh độc lập
- Phương diện quân 6
  - Tập đoàn quân số 11
  - Tập đoàn quân số 20
  - Sư đoàn 132
  - 4 lữ đoàn hỗn hợp độc lập và 3 lữ đoàn bộ binh độc lập
- Tập đoàn quân số 13
- Tập đoàn quân số 6
- Tập đoàn quân số 23
- 6 sư đoàn bộ binh độc lập
- 1 Tập đoàn quân không quân